# نسخه ۸ یونیکس
ویرایش ۸ یونیکس (به انگلیسی: Eighth Edition Unix) یا نسخه ۸ یونیکس (به انگلیسی: Version 8 Unix) یکی از نسخه‌های سیستم‌عامل یونیکس تحقیقاتی بود که در آزمایشگاه‌های بل و چند دانشگاه دیگر به صورت داخلی توسعه داده شده و استفاده می‌شد. این نسخه در فوریه ۱۹۸۵ منتشر شد و بر روی سخت‌افزار وکس اجرا می‌شد. این نسخه در اصل یکی از گونه‌های ۴٫۱سی‌بی‌اس‌دی بود و همچنین برخی از ویژگی‌های خود (بویژه پوسته) را هم از سیستم ۵ گرفته بود. از این نسخه بیشتر به خاطر کتابخانه عبارات باقاعده‌اش یاد می‌شود که بعدها توسط هنری اسپنسر بازنویسی شد و از طریق یوزنت توزیع شد. تا قبل از توسعه استاندارد پازیکس، نسخه ۸ به صورت استاندارد دوفاکتو برای سینتکس عبارات باقاعده و همچنین رابط‌های برنامه‌نویسی سی درآمده بود. همچنین مکانیسم ورودی/خروجی مبتنی بر جریان، سیستم فایل ‎/proc، پشتیبانی از دایرکتیوهای مفسر در هسته و چند ویژگی دیگر هم در این نسخه معرفی شد. واسط کاربری پیشفرض در نسخه‌های قبل از ۸ ترمینال‌های متنی ساده بودند، اما واسط کاربری اصلی در نسخه ۸ ترمینال گرافیکی بلیت (به انگلیسی: Blit) بود. از این نسخه همچنین یک سیستم فایل شبکه داشت که دسترسی به کل فایل سیستم‌های ماشین‌های راه دور را ممکن می‌ساخت و امکان اشتراک گذاری فایل‌ها در شبکه فراهم شد. کتاب محیط برنامه‌نویسی یونیکس بر روی یک ماشین VAX-11/750 تهیه شد که نسخه ۸ بر روی آن اجرا می‌شد.